# Rhizedra postradiata
Rhizedra postradiata là một loài bướm đêm trong họ Noctuidae.